# Thy Majestie
Thy Majestie – zespół muzyczny z Włoch grający power metal, założony w 1998.

## Życiorys
Zespół został założony przez Giuseppe Bondì i Claudio Diprima którzy po graniu razem coverów chcieli stworzyć własną muzykę. W wyniku poszukiwań odpowiednich muzyków przyłączyli się do nich Maurizio Malta, Giovanni Santini, Michele Cristofalo i Dario Grillo. Po wydaniu 3-ścieżkowego demo Sword, Crown and Shields, Thy Majestie nagrali w marcu 1999 nowe utwory, pod nazwą Perpetual Glory. Otrzymały one wysokie oceny od włoskich pism metalowych, dzięki czemu zespół mógł podpisać umowę ze Scarlet Records. W marcu 2000 rozpoczęli pracę nad debiutowym albumem The Lasting Power, który ukończyli w kwietniu 2000. Mimo słabej produkcji album został bardzo dobrze przyjęty. We wrześniu 2001 LIMB Music (wytwórca Rhapsody) zauważył Thy Majestie, jednak nie mógł podpisać z nimi umowy, bo ta ze Scarlet Music przewidywała wydanie dwóch albumów. W styczniu 2002 Thomas Youngblood zaproponował Thy Majestie supportowanie jego Kamelot na trasie koncertowej po Europie. Była to duża szansa dla Thy Majestie, ale nie było ich stać na wydatki na podróże i mieli zaplanowane na dwa miesiące później nagrania kolejnego albumu. W marcu 2002 zaczęli nagrania albumu Hastings 1066, mówiącego o bitwie pod Hastings, zakończyli je 3 maja.

## Muzycy
- Dario Cascio - śpiew
- Simone Campione - gitara
- Valerio Castorino - instrumenty klawiszowe
- Dario D'Alessandro - gitara basowa
- Claudio Diprima - perkusja

## Dyskografia
- Perpetual Glory (własne wydanie, 1999)
- The Lasting Power (Scarlet Records, 2000)
- 1066 (2001)
- Hasting 1066 (2002)
- Jeanne D'Arc (2005)
- Echoes Of War (2003)
- Dawn (2008)